# Hong Kong Film Award du meilleur acteur

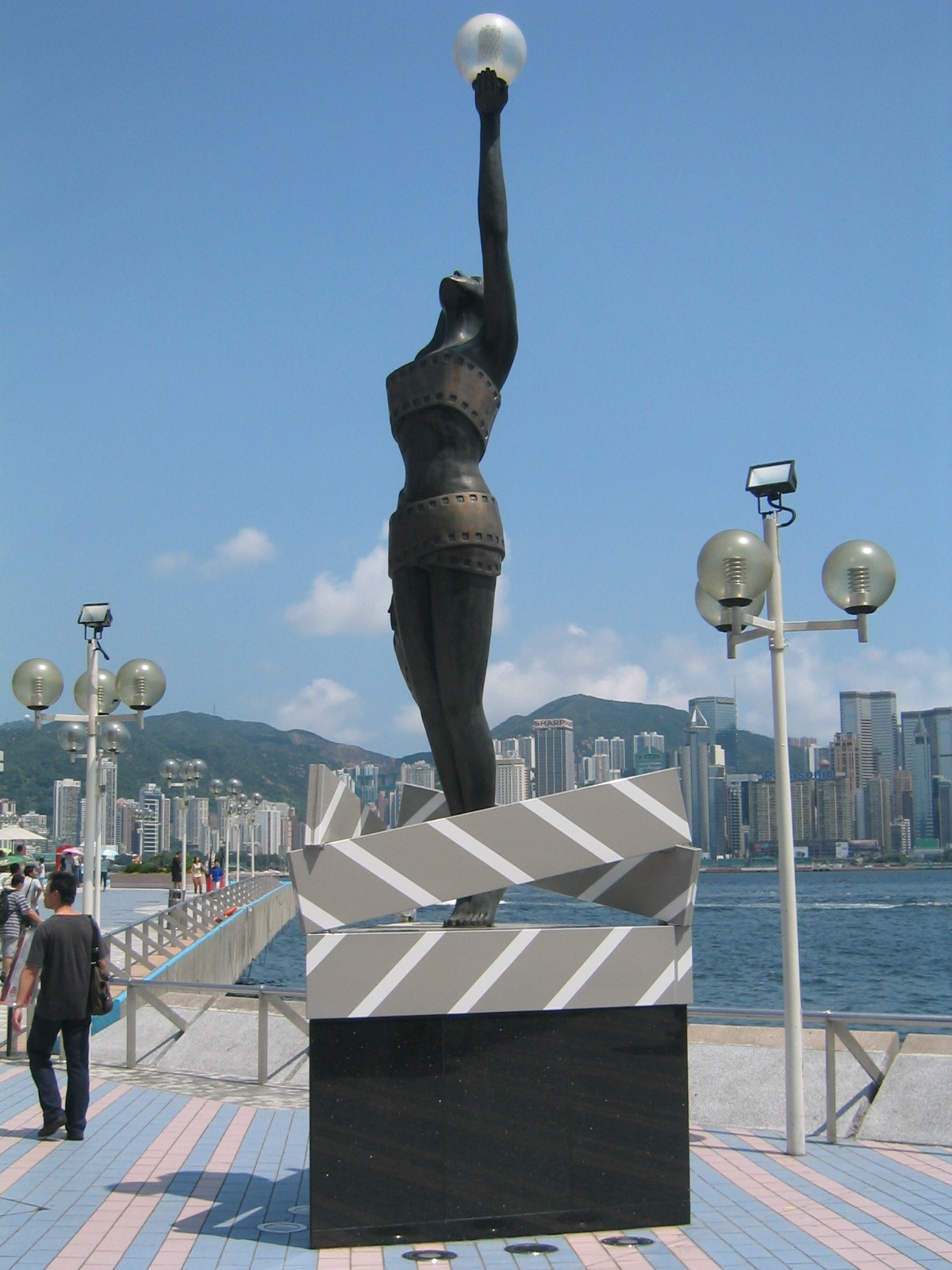
La statue des Hong Kong Film Awards

Le Hong Kong Film Award du meilleur acteur est une récompense cinématographique remise chaque année depuis 1982. Celle-ci est décernée à un acteur de l'industrie du cinéma pour un travail d'interprétation dans un film où il tient le premier rôle, jugé comme étant le meilleur de l'année écoulée.

## Liste des vainqueurs du Hong Kong Film Award du meilleur acteur

### Années 1980
- 1982 : Michael Hui, pour Security Unlimited
- 1983 : Karl Maka, pour Mad Mission
- 1984 : Tony Leung Ka-fai, pour Regin Behind a Curtain
- 1985 : Danny Lee, pour Law with Two Phases
- 1986 : Kent Cheng, pour Why Me ?
- 1987 : Chow Yun-fat, pour Le Syndicat du crime
- 1988 : Chow Yun-fat, pour City on Fire
- 1989 : Sammo Hung, pour Painted Faces

### Années 1990
- 1990 : Chow Yun-fat, pour  All About Ah-Long
- 1991 : Leslie Cheung, pour Nos années sauvages
- 1992 : Eric Tsang, pour Alan and Eric - Between Hello and Goodbye
- 1993 : Tony Leung Ka-fai, pour La Rose noire
- 1994 : Anthony Wong, pour The Untold Story
- 1995 : Tony Leung Chiu-wai, pour Chungking Express
- 1996 : Roy Chiao, pour Summer Snow
- 1997 : Kent Cheng, pour The Log
- 1998 : Tony Leung Chiu-wai, pour Happy Together
- 1999 : Anthony Wong, pour Beast Cops

### Années 2000
- 2000 : Andy Lau, pour Running Out of Time
- 2001 : Tony Leung Chiu-wai, pour In the Mood for Love
- 2002 : Stephen Chow, pour Shaolin Soccer
- 2003 : Tony Leung Chiu-wai, pour Infernal Affairs
- 2004 : Andy Lau, pour Running on Karma
- 2005 : Tony Leung Chiu-wai, pour 2046
- 2006 : Tony Leung Ka-fai, pour Election
- 2007 : Lau Ching-wan, pour My name is fame
- 2008 : Jet Li, pour Les Seigneurs de la guerre
- 2009 : Nick Cheung, pour The Beast Stalker

### Années 2010
- 2010 : Simon Yam, pour Echoes of the Rainbow
- 2011 : Nicholas Tse, pour The Stool Pigeon
- 2012 : Andy Lau, pour Une vie simple
- 2013 : Tony Leung Ka-fai, pour Cold War
- 2014 : Nick Cheung pour Unbeatable
- 2015 : Lau Ching-wan pour Overheard 3
- 2016 : Aaron Kwok pour Port of Call
- 2017 : Gordon Lam pour Trivisa
- 2018 : Louis Koo pour Paradox
- 2019 : Anthony Wong pour Still Human

### Années 2020
- 2020 : Tai Bo pour Un printemps à Hong Kong (Suk Suk) de Ray Yeung
- 2022 : Patrick Tse pour Time
- 2023 : Lau Ching-wan pour Detective vs Sleuths
- 2024 : Tony Leung Chiu-wai, pour Once Upon a Time in Hong Kong (The Goldfinger)

## Records
- Acteur le plus récompensé : Tony Leung Chiu-wai (6 fois entre 1995 et 2024)
- Acteur le plus nommé : Chow Yun-fat (13 fois entre 1985 et 2007)
- Victoires consécutives : 2 pour Chow Yun-fat (en 1987 et 1988)